# Nerka ruchoma
Nerka ruchoma określana też jako nerka opadnięta (łac. ren mobilis, nephroptosis) – stan, w którym dochodzi do przemieszczenia nerki w kierunku dolnym. Występuje przeważnie u kobiet i po stronie prawej.

## Czynniki usposobiające
- niedobór masy ciała lub nagła jej utrata
- liczne ciąże
- zwiotczenie mięśni powłok brzusznych
- nadmierna długość naczyń nerkowych

## Objawy i leczenie
- często przebiega bezobjawowo i jest rozpoznawana przypadkowo w czasie badań jamy brzusznej - wówczas nie wymaga leczenia
- w przypadkach przebiegających z zagięciem moczowodu powodującym utrudnienie odpływu moczu wodonercze) z następowym rozwojem zakażenia układu moczowego - leczenie operacyjne polegające na podwieszeniu nerki (nefropeksja - łac. nephropexio)

## Rozpoznanie
- podejrzenie można wysunąć w przypadku wykonywania rutynowego badania USG jamy brzusznej
- dla potwierdzenia rozpoznania konieczne wykonanie jest urografii w pozycji leżącej i stojącej - w tym drugim wypadku widoczne jest przemieszczenie nerki ku dołowi.

Przeczytaj ostrzeżenie dotyczące informacji medycznych i pokrewnych zamieszczonych w Wikipedii.